# 維吉爾鎮區 (伊利諾伊州凱恩縣)
維吉爾鎮區（英語：Virgil Township）是位於美國伊利諾伊州凱恩縣的一個行政鎮區。

## 地方資料
根據2010年美國人口普查的數據，維吉爾鎮區的面積為90.70平方千米，當中陸地面積為90.70平方千米，而水域面積為0.00平方千米。當地共有人口1952人，而人口密度為每平方千米21.52人。